# Evangelische Kirche (Hennethal)

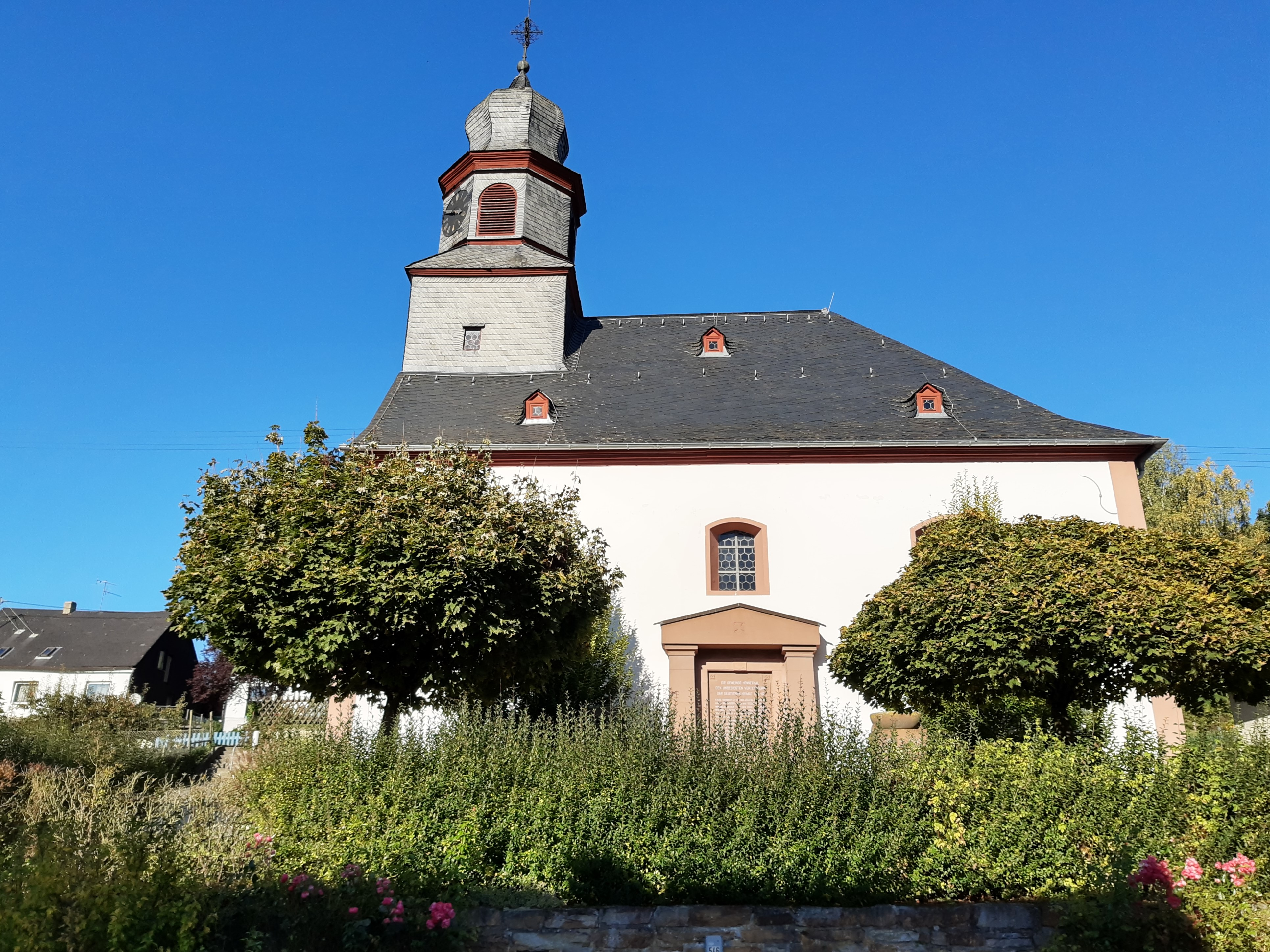
Evangelische Kirche (Hennethal)

Die Evangelische Kirche Hennethal ist ein denkmalgeschütztes Kirchengebäude, das in Hennethal steht, einem Ortsteil der Gemeinde Hohenstein im Rheingau-Taunus-Kreis in Hessen. Die Kirchengemeinde gehört zum Dekanat Rheingau-Taunus in der Propstei Rhein-Main der Evangelischen Kirche in Hessen und Nassau.

## Beschreibung
Im Jahre 1789 wurde mit dem Bau der spätbarocken Saalkirche begonnen. Am 13. Juni 1790 wurde sie eingeweiht. Aus dem Satteldach des Kirchenschiffs erhebt sich im Westen ein quadratischer, schiefergedeckter, mit einer bauchigen Haube bedeckter Dachreiter, auf dem ein achteckiger Aufsatz sitzt, der die Turmuhr und den Glockenstuhl beherbergt. Das Portal im Westen befindet sich in einem leicht vorgezogenen, mit einem Giebel bekrönten Risalit. 
Der Innenraum hat Emporen an drei Seiten. Zur Kirchenausstattung gehört ein Kruzifix aus dem 18. Jahrhundert. Die Orgel mit zehn Registern, einem Manual und Pedal wurde 1828 von Daniel Raßmann gebaut.